# Megaloceros giganteus
Megaloceros giganteus is een grote uitgestorven hertachtige die gekenmerkt werd door een enorm schoffelvormig gewei bij het mannetje. Het dier is vooral bekend geworden door indrukwekkende vondsten uit Ierland ('Irish Elk'), maar het had een ruime verspreiding in zowel Europa, Azië als Noord Afrika. Het leefde tijdens het Pleistoceen en het vroege Holoceen. De fossielen spraken vroeger sterk tot de verbeelding, en het reuzenhert heeft een belangrijke rol gespeeld bij de ontwikkeling van het denken over evolutie en extinctie.

## Evolutie, lichaamsbouw en gedrag
Het reuzenhert maakte deel uit van de, tot voor kort, zeer succesvolle geslachtengroep de Megacerini, die zich sinds het Mioceen ontwikkeld heeft van kleine warmteminnende bosbewoners tot Pleistocene giganten van meer open en noordelijke gebieden. In Oost-Azië leefde het verwante geslacht Sinomegaceros, terwijl op veel eilanden in de Middellandse Zee dwergvormen voorkwamen. Er waren dus 'dwergreuzenherten'! De Megacerini zijn recentelijk volledig uitgestorven. De meest verwante nog levende soort is het damhert. Het reuzenhert had een maximale schofthoogte van ongeveer twee meter in westelijke populaties tot 2,1 meter meer oostelijk, bijna zo groot als een eland. Het was dus niet het grootste hert dat we kennen, dat was waarschijnlijk de aan de eland verwante uitgestorven Cervalcus latifrons. Het was wel het hert met het grootste gewei. Oudere opgaven gaan tot een spanwijdte van 4,3 meter, maar recente auteurs komen op maximaal 3,6 meter. Het record voor een bestaande hertachtige staat op naam van een eland uit Alaska met 2,1 meter en zelfs Cervalces latifrons haalde maar 2,5 meter. Het gewei van het reuzenhert kon zo’n veertig kilogram wegen. Voor de jaarlijkse vorming ervan waren grote hoeveelheden calcium en fosfor nodig, wat deels aan de beenderen onttrokken werd, hetgeen de dieren voor het aanbreken van de winter verzwakt kan hebben. Tijdens het hoogtepunt van de cyclus moet het gewei met een paar centimeter per dag zijn gegroeid. De botten van schedel en onderkaak waren uitzonderlijk dik en compact (pachyostose). Er wordt wel aangenomen dat dat diende voor de opslag van mineralen nodig voor de groei van het gewei. Daar wordt echter tegenin gebracht dat pachyostose ook bij vrouwtjes voorkwam en er geen aanwijzingen zijn voor resorptie.
Bijna iedere evolutietheoreticus heeft het reuzenhert gebruikt om zijn theorieën te illustreren. Het ging daarbij vooral om het gewei, waarbij lange tijd het idee overheerste dat het gewei groter was dan goed was voor het dier. Antidarwinisten die de orthogenesistheorie aanhingen zagen dat als een argument tegen natuurlijke selectie. Volgens hen volgt evolutie een ingebouwd rechtlijnig traject dat natuurlijke selectie niet kon ombuigen. Dat had bij het reuzenhert geresulteerd in een steeds groter niet-functioneel gewei dat zelfs tot zijn ondergang kon hebben geleid. Darwinisten reageerden aanvankelijk met een redenering gebaseerd op allometrie, uitgaande van een vaststaand verband tussen lichaamsgrootte en geweiomvang. Grote herten hebben daardoor een disproportioneel groot gewei. Een groot lichaam zou daarbij voor het reuzenhert voordelig zijn geweest, ondanks dat het gepaard ging met het (kleine) nadeel van een te groot gewei. Later werd ingezien dat geweiomvang evolutionair labiel is en dat het enorme gewei daarom toch adaptief moet zijn geweest. Er bestaat daarbij wel verschil van mening over de functie ervan. Voor bescherming tegen roofdieren zal het niet gediend hebben. Vrouwtjes hadden geen gewei en herten verdedigen zich in het algemeen door trappen. Volgens Stephen Jay Gould was het ook te zwaar en onhandig voor onderlinge gevechten en diende het alleen om visuele indruk te maken op vrouwtjes en rivalen. Kitchener, daarentegen, beargumenteerde dat, net zoals bij andere herten, mannetjes hun geweien wel degelijk gebruikten voor onderlinge gevechten. Ze zouden met de kop omlaag en de kin ingetrokken de geweien in elkaar hebben laten grijpen, waarna het de bedoeling was de tegenstander uit balans te brengen en/of te verwonden. De oogtak van het gewei moest daarbij de ogen beschermen.

## Voorkomen in plaats en tijd
Het reuzenhert leefde voornamelijk in open bossen en bossteppen, maar was flexibel in zijn habitatgebruik. Zo bewoonde het in Scandinavië tijdens de laatste ijstijd ook de boomloze mammoetsteppe tot 200–250 kilometer van het ijsfront, in ieder geval tijdens de zomer. Ook op de bodem van de droogstaande zuidelijke Noordzee kwamen toen reuzenherten voor. Tijdens eerdere interglacialen kwamen er ook bosvormen voor met een kleiner en meer rechtopstaand gewei, met een spanwijdte van maar 1,30 tot 1,95 meter. Vergeleken met moderne herten bevatte het dieet meer grassen en kruiden en minder bladeren van bomen en struiken. Bij uit de Noordzee opgebaggerde kiezen is onderzoek gedaan naar het in diepe kiesplooien nog aanwezige plantenmateriaal. Het stuifmeel wees op een dieet van Artemisia en andere composieten, naast grassen en andere kruidachtige planten van een koud open steppelandschap. Er zijn in heel Europa fossielen van deze soort gevonden. De jongste zijn met C14 gedateerd op 9430 ± 65 jaren BP. Daarnaast worden jongere dateringen gemeld uit het Aziatische Oeralgebied van ongeveer 7650 jaren BP. Uit de dateringen blijkt dat het reuzenhert ongeveer gelijktijdig met de wolharige mammoet geleefd heeft. Veel mooie fossielen van het reuzenhert zijn in Ierland gevonden in mergellagen onder veenmoerassen. Ze werden daar bij de turf- en mergelwinning aangetroffen en zijn ongeveer 11.000 jaar oud, uit de tijd van het Allerød. Deze vondsten betreffen vrijwel uitsluitend mannelijke dieren. Daarbij zou een rol kunnen spelen dat resten van vrouwelijke dieren fragieler zijn. Een andere verklaring is echter dat, net zo als bij veel huidige herten, de beide seksen gedurende een deel van het jaar gescheiden leefden, waarbij de vrouwtjes tijdens de winter zich op hoger gelegen terrein ophielden terwijl de mannetjes dan dicht bij meren en moerassen zaten, waar hun resten beter bewaard bleven. Mogelijk is een groot deel van een mannelijke populatie daar omgekomen. De reusachtige Ierse geweien waren een gewilde decoratie voor de kastelen van de Britse adel. Een uitzonderlijk fraai exemplaar werd zelfs aangeboden aan stadhouder-koning Willem III.
Het reuzenhert was vooral een dier van een gematigd klimaat. Tijdens vroegere interglacialen had het een enorme verspreiding, van Ierland tot aan het Baikalmeer. Het leefde daar samen met andere vertegenwoordigers van een niet te koud klimaat, zoals bosolifant, edelhert, ree, oeros en damhert. Zijn resten worden echter ook wel aangetroffen samen met die van een meer 'koude' fauna zoals mammoet, wolharige neushoorn en rendier, waaruit zijn relatief grote klimaatstolerantie blijkt. Tijdens extreem koude perioden trok het reuzenhert zich terug in het mediterrane gebied en op de Balkan. Vreemd genoeg ontbrak het gedurende het hoogtepunt van het laatste glaciaal in het westelijke Middellandse Zeegebied, hoewel het lokale milieu wel geschikt leek. Misschien hing dat samen met de aanwezigheid van de moderne mens daar. Bij de opwarming daarna wordt tussen ongeveer 12.500 en 12.000 BP Noordwest-Europa weer gekoloniseerd vanuit het oosten. Merkwaardig is weer dat Midden- en Zuid-Europa daarbij worden overgeslagen ondanks voldoende open bos. Ongeveer 10.000 BP verdwijnt het reuzenhert definitief uit Europa tijdens de koude periode van de Jonge Dryas.
In Nederland zijn diverse vondsten van reuzenhertfossielen gedaan. In een bouwput voor een sluis in het Twentekanaal bij Hengelo werden resten van het reuzenhert samen met resten van wolharige mammoet, wolharige neushoorn, rendier, edelhert en paard gevonden in een zandige afzetting boven een laag waarvan de ouderdom op grond van stuifmeelonderzoek in het Eemien geplaatst werd. Een deel van een schedel gevonden op 2,5 meter diepte in een zandafgraving bij de Koerhuisbeek ten zuiden van Deventer toont sporen van menselijke bewerking. Een selectie vondsten wordt tentoongesteld in Naturalis, samen met een compleet skelet van een mannelijk exemplaar uit het Ballybetagh Bog in Ierland.
Uit België is de soort van diverse plaatsen bekend. Uit een afzetting daterend uit het Weichselien in een groeve bij de Kwellenberg ten zuiden van Rotselaar werden resten van reuzenhert samen aangetroffen met wolharige neushoorn, wolharige mammoet, rendier, wolf, hyena (Crocuta crocuta), holenleeuw, Steppenwisent en paard. Verder werden stenen werktuigen uit het Midden-paleolithicum gevonden. Met behulp van ESR werden twee dateringen verkregen van 52.000 en 43.500 jaar (BP) waardoor deze vondsten in het Midden Weichselien geplaatst kunnen worden.

## Uitsterfoorzaak
Aanvankelijk kon men moeilijk accepteren dat het reuzenhert was uitgestorven, omdat dat in strijd zou zijn met de Goddelijke Volmaaktheid. Maar nadat Cuvier in 1812 had aangetoond dat het dier echt was uitgestorven brandde de discussie over de oorzaak daarvan los. Men dacht daarbij vooral aan de omvang van het gewei als aanstichter. Volgens de orthogenesis theorie zou de ongeremde groei daarvan het dier de kop kunnen hebben gekost. Volgens de klimaathypothese zou het gewei het hert gevoelig hebben kunnen maken voor door klimaatswijzigingen veroorzaakte veranderingen in de plantengroei, bijvoorbeeld omdat het de voortbeweging in na de ijstijd dichter wordende bossen zou kunnen hebben belemmerd, of omdat de voedselvoorziening te slecht werd voor de groei van het gewei. Al vroeg werd ook de mogelijkheid geopperd dat de mens verantwoordelijk was.
De orthogenesis theorie heeft geen aanhangers meer. Tegen de gewei/voedsel theorie is ingebracht dat herten op voedseltekort reageren door een kleiner gewei te produceren, en dat ook mannetjes met een klein gewei vrouwtjes kunnen bevruchten als er geen concurrentie is. Verslechterende voedselvoorziening zou eerder via de vruchtbaarheid van de vrouwtjes effect kunnen hebben. Klimaatveranderingen konden grote verschuivingen in het areaal teweegbrengen, dus lokale extinctie kan zeker klimaatgerelateerd zijn geweest. Dat was waarschijnlijk in Ierland het geval door de klimaatsverslechtering tijdens de Jonge Dryas. Maar volledige extinctie is lastig te verklaren via het klimaat. Het reuzenhert heeft vele vroegere glacialen, en de overgang daarvan naar interglacialen, overleefd, en bereikte vroeger juist tijdens interglacialen zijn grootste verspreiding. Bovendien vertonen de jongste fossielen geen sporen van voedselgebrek en waren er tijdens vroegere interglacialen vormen met een kleiner en meer rechtopstaand gewei. Die zullen minder moeite hebben gehad met dichter wordende bossen. Het dier is ook pas uitgestorven tijdens het Holoceen toen het klimaat relatief stabiel was.
Het reuzenhert bevindt zich in het gezelschap van een groot aantal andere grote zoogdieren die wereldwijd aan het eind van het Pleistoceen, of kort daarna, zijn uitgestorven. Over de oorzaak daarvan, overbejaging door de mens en/of klimaat, vindt een felle discussie plaats. Recentelijk wint de theorie terrein dat het te wijten is aan de moderne mens, met maar een kleine invloed van klimaatswijzigingen. Voor een individuele soort als het reuzenhert is dat echter moeilijk aan te tonen. Dat tijdens en vlak na het laatste glaciale maximum relatief dichtbevolkte gebieden gemeden werden wijst daar echter wel op. De mens zou ook indirect een rol hebben kunnen spelen. Tijdens vroegere interglacialen waren de bossen opener dan in het begin van het Holoceen, omdat grote "bulldozer" zoogdieren als olifanten en neushoorns toen nog niet waren uitgeroeid. Dat kan het reuzenhert parten hebben gespeeld.

## Folklore en fictie
Er is vroeger wel gedacht dat een herinnering aan het reuzenhert bewaard was gebleven in het Middelhoogduitse woord 'Schelch', een groot dier dat werd genoemd in het 13e-eeuwse Nibelungenlied naast de toen nog niet uitgestorven oeros ('Danach schluch er schiere, einen Wisent und einen Elch, Starcher Ure vier, und einen grimmen Schelch' / Hierna doodde hij gezwind een bison, een eland, vier sterke oerossen en één woeste 'Schelch').
In de Hobbit films doet het rijdier van de elfenkoning Thranduil sterk aan een reuzenhert denken. De troon van Thranduil lijkt uit geweien van het dier te zijn samengesteld.